# Marguerite-Jeanne Jacob de Bazin
Marguerite-Jeanne Jacob de Bazin (París, 1867-?) fue una grabadora francesa, que desarrolló su carrera principalmente en Chile. Fue reconocida principalmente por sus grabados en madera o xilografías que reproducían pinturas y esculturas de otros artistas. Estudió con el pintor, escultor e ilustrador francés Jean-Paul Laurens y el pintor e ilustrador Luc-Olivier Merson. 

## Biografía
Llegó a Chile a comienzos del siglo XX, cuando su marido Leon Bazin fue nombrado por Virginio Arias como profesor de grabado en madera en la Escuela de Bellas Artes de Santiago en 1902. Trabajó con Leon en el desarrollo de la técnica de grabado en Chile. Sus trabajos fueron publicados tanto en revistas chilenas como en libros franceses, siendo premiados en las exposiciones de arte en Chile. Fue contemporánea a otras primeras grabadoras chilenas del principio del siglo XX, hoy poco conocidas, tales como Elisa Berroeta y Emma González. Según Arias, director de la Escuela de Bellas Artes en las primeras décadas del siglo XX, las mujeres eran particularmente exitosas en la técnica de grabado en madera:

El ramo de grabado en madera lo estudian de preferencia las niñas, i, por lo jeneral, comienzan ya a encontrar en ese trabajo ocupación lucrativa.
Virginio Arias

Marguerite Jacob de Bazin, además de participar con sus obras en varios Salones oficiales de la Escuela de Bellas Artes de Santiago, expuso también en la Exposición de Material de Enseñanza para la celebración del Congreso General de Enseñanza Pública en 1902 en la misma ciudad. En esa ocasión, Marguerite apareció como una de los "exponentes invitados" con 18 grabados. También mostró dos obras suyas en la Exposición Escolar en Santiago durante el IV Congreso Científico 1.º Panamericano en diciembre de 1908.

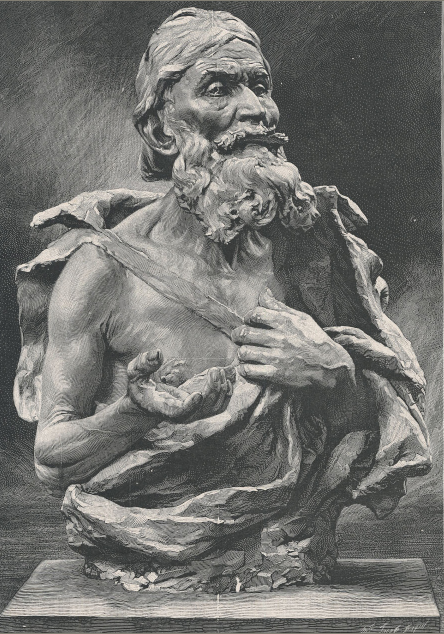
El Mendigo, reproducción de la obra de Simón González, grabado en madera, Revista Selecta, octubre de 1909, Año 1, número 7, p. 230

## Obras
- Piliers d'un temple indien de San Agustin, reproducción de la fotografía de Jean Chaffanjon, grabado en madera en Nouvelle Géographie Universelle de Élisée Reclus, vol. XVIII Amérique du Sud. Les Régions Andines, Paris 1893, p. 319
- Jean-Paul Laurens, reproducción del busto de Auguste Rodin, grabado en madera presentado en el Salón de 1904 de la Escuela de Bellas Artes de Santiago donde ganó el Premio del Honor.[4][8] También fue expuesta en la Exposición Escolar en Santiago durante el IV Congreso Científico 1° Panamericano, diciembre de 1908[7]
- Francisco I (François Ier, Charles Quint et la duchesse d'Étampes), reproducción del cuadro de Richard Parkes Bonington del Museo del Louvre presentada en el Salón de 1904 de la Escuela de Bellas Artes de Santiago[4]
- Reading Aloud, reproducción del cuadro de Albert Joseph Moore presentada en el Salón de 1904 de la Escuela de Bellas Artes de Santiago[4]
- Primavera, grabado en madera presentado en el Salón de 1905 de la Escuela de Bellas Artes de Santiago[9]
- Retrato de Dirderot, grabado en madera presentado en el Salón de 1905 de la Escuela de Bellas Artes de Santiago[9]
- Mande, grabado en madera presentado en el Salón de 1905 de la Escuela de Bellas Artes de Santiago[9]
- Manuel Barros Borgoño, reproducción del busto de Virginio Arias, grabado en madera presentado en la Exposición Escolar en Santiago durante el IV Congreso Científico 1.º Panamericano, diciembre de 1908[7] y en el Salón de 1909 de la Escuela de Bellas Artes de Santiago[10]
- El Mendigo, reproducción de la escultura de Simón González, publicada en la revista Selecta, octubre de 1909, Año 1, número 7, p. 230
- Alexandre Falguière, reproducción del busto de Auguste Rodin, grabado en madera, ca. 1910, en la Colección del Museo Nacional de Bellas Artes en Santiago
- Cabeza de Ribot, reproducción del cuadro de Rembrandt de Hermitage en San Petersburgo, grabado en madera, ca. 1910, en la Colección del Museo Nacional de Bellas Artes en Santiago
- Sur le chemin de l'école Archivado el 29 de septiembre de 2017 en Wayback Machine., reproducción de la obra de Louis-Émile Minet, grabado en madera, ca. 1910
- Sainte Geneviève de Paris, reproducción de la obra de Henri Duhem, grabado en madera